# Giuseppe Sanmartino
Giuseppe Sanmartino, o Sammartino (Napoli, 1720 – Napoli, 12 dicembre 1793), è stato uno scultore italiano.
Attivo a Napoli, Sanmartino fu uno scultore dal grande virtuosismo tecnico, ricordato principalmente per essere l'autore del Cristo velato.

## Biografia
Scarsissime notizie biografiche ci restano di Giuseppe Sanmartino che, nato a Napoli nel 1720 da Nunziante, si formò nella bottega di Matteo Bottiglieri, fratello, o forse padre, di Felice, «ingegnere camerale» e modellatore di pastori di presepe. Il fratello minore, Gennaro divenne architetto.

### Gli anni '40 del '700
Scarse sono pure le notizie sull'opera scultorea di Sanmartino negli anni '40 del '700 e le sculture a lui attribuite, benché non poche, non sono garantite come effettivamente di sua mano giacché non risultano dati cronologici attendibili, né caratteri stilistici evidenti. Nel 1746, mentre lavorava presso la bottega di Antonio di Lucca, realizzò due "bottini" (ovvero "puttini") forse destinati a un altare.
Dal 1747 Sanmartino risulta lavorare, unitamente a Giovanni Cimafonte, presso la Cattedrale di Monopoli presso cui sono documentate le sculture a grandezza naturale del San Giuseppe e di San Michele Arcangelo.

### Gli anni '50 del '700: ilCristo velato

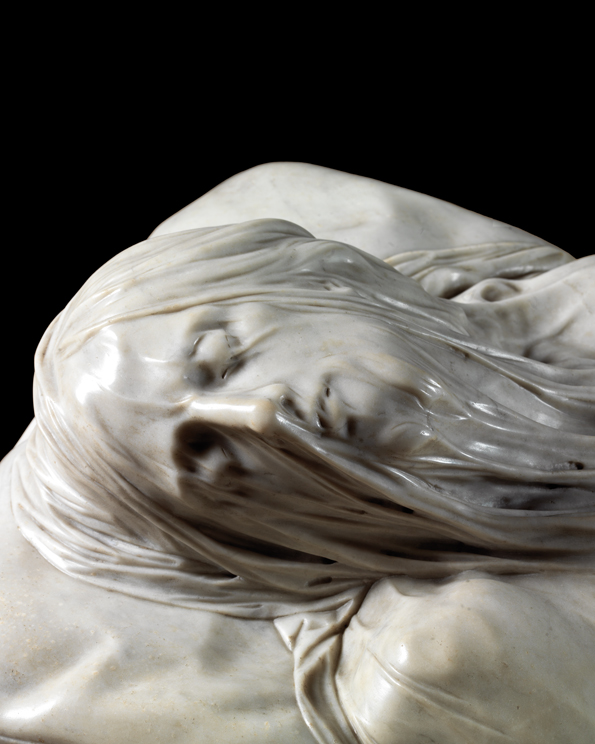
Il volto del Cristo velato

Il decollo artistico di Sanmartino, in ogni caso, si data nella seconda metà del Settecento (molto verosimilmente nel 1751, chiamato da Antonio Corradini), quando Napoli serbava tracce di un notevole fervore artistico che vi accentrò i nuovi orientamenti della scultura settecentesca italiana, rappresentati dal genovese Francesco Queirolo e dal veneziano Antonio Corradini, riuniti attorno al cantiere della cappella Sansevero, diretto da Raimondo di Sangro, settimo principe di Sansevero.
Raimondo di Sangro, infatti, che intendeva rendere la cappella un mausoleo degno della grandezza del proprio casato, ingaggiò pittori e scultori rinomati in grado di arricchirla con sculture di grandissimo pregio. Già per le statue della Pudicizia e del Decoro si ritiene che il Corradini si sia avvalso della collaborazione di Sanmartino riconoscendone le capacità artistiche; alla sua morte, nel 1752, Sanmartino si offrì di scolpire il Cristo velato, opera già commissionata al Corradini, e nel 1753 Raimondo commissionò allo scultore, che all'epoca aveva circa trentatré anni l'esecuzione di «una statua di marmo scolpita a grandezza naturale, rappresentante Nostro Signore Gesù Cristo morto, coperto da un sudario trasparente realizzato dallo stesso blocco della statua».
Sanmartino, tenendo poco conto dei precedenti bozzetti di Corradini (primo destinatario della commissione, poi morto prematuramente), realizzò quindi il Cristo velato, opera in cui la figura del Cristo morto è mirabilmente velata da un tessuto finissimo, talmente ben reso da non sembrare scolpito nel marmo ma reale. La magistrale trasparenza del velo, «fatto con tanta arte da lasciare stupiti i più abili osservatori» (come riferì lo stesso Raimondo di Sangro) ha nel corso dei secoli dato adito a una leggenda secondo cui lo stesso Principe, noto per le sue sensazionali invenzioni e per i suoi studi di alchimia, avrebbe insegnato allo scultore una procedura di calcificazione di cristalli di marmo nel tessuto. Come già accennato, tuttavia, il Cristo velato è ricavato da due blocchi di marmo, uno in marmo di Carrara per il corpo del Cristo (con ciò si intende anche il velo che lo ricopre e gli strumenti del supplizio) e l'altro in marmo colorato per la coltre su cui poggia il materasso che, di fatto, sostiene il corpo del Cristo. L'opera è pertanto ascrivibile solo all'ispirato scalpello di Sanmartino, che nel realizzarlo non si è servito di alcuna escogitazione alchemica.
Altra opera attribuita a Sanmartino, nella Cappella Sansevero, sarebbe il rilievo del Cristo che dona la vista al cieco, sul piedistallo del Disinganno, opera di Francesco Queirolo. .

### Dopo laCappella Sansevero: Napoli

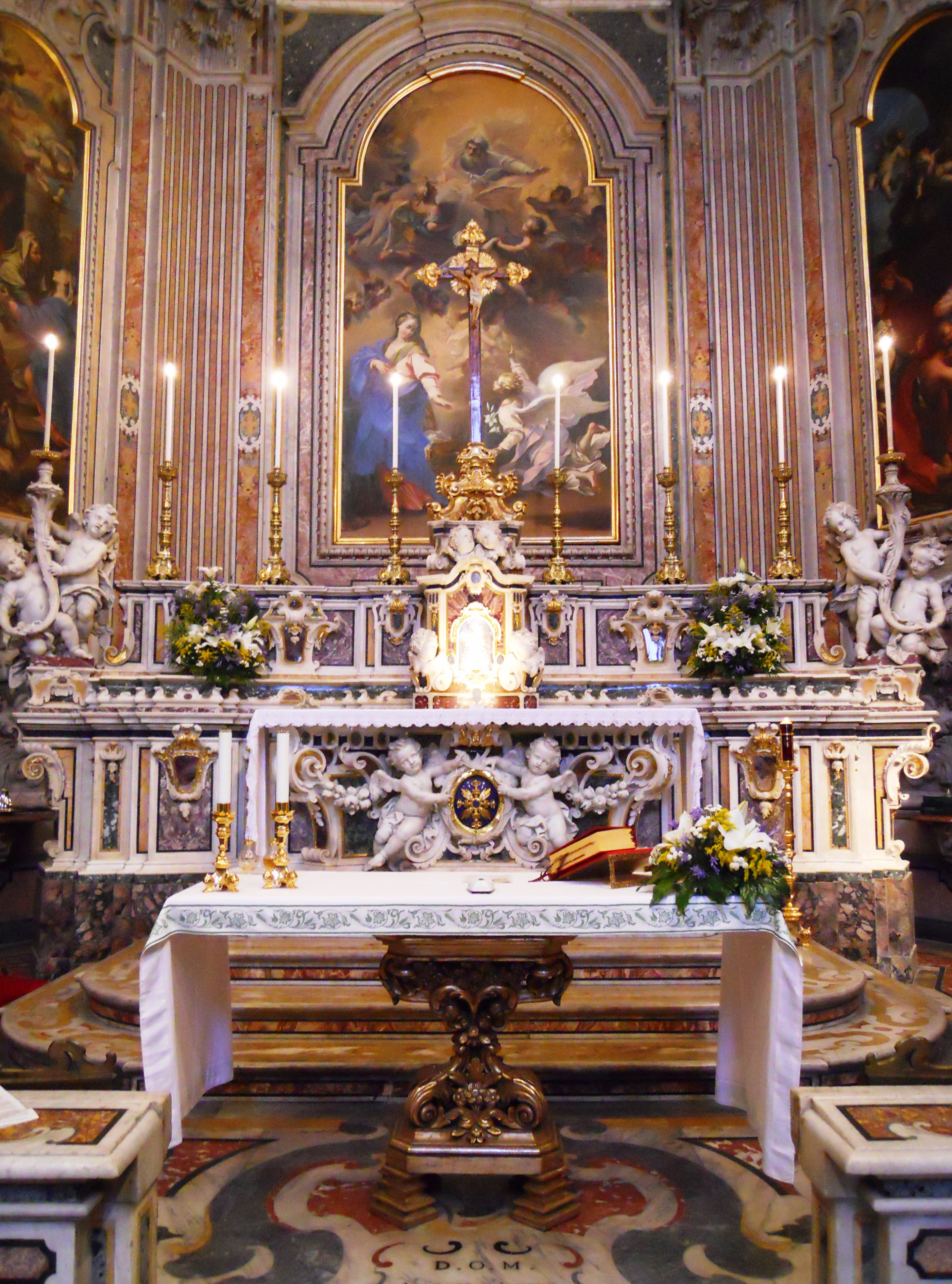
Altare maggiore della Chiesa della Nunziatella

Dopo l'esperienza con Raimondo di Sangro, Sanmartino ebbe una lunga e feconda carriera. Risale al 1756-57 la realizzazione del modello del San Francesco Ferreri che doveva poi essere tradotto in argento per i frati domenicani di San Pietro Martire. Nel 1758 la sua fama è ormai consolidata se lo scultore bolognese Agostino Corsini lo nomina suo perito per la valutazione di due statue marmoree della Fama che, sulla porta della cappella della reggia di Portici, reggevano lo stemma reale.
In questo periodo, Giuseppe Sanmartino abita "dirimpetto alla Porta piccola di San Giuseppe vestire li Nudi", ed ha bottega fuori della Porta di Costantinopoli, "sotto le mura di Sant'aniello", in un "basso e contrabbasso" di proprietà degli Eletti della Città.

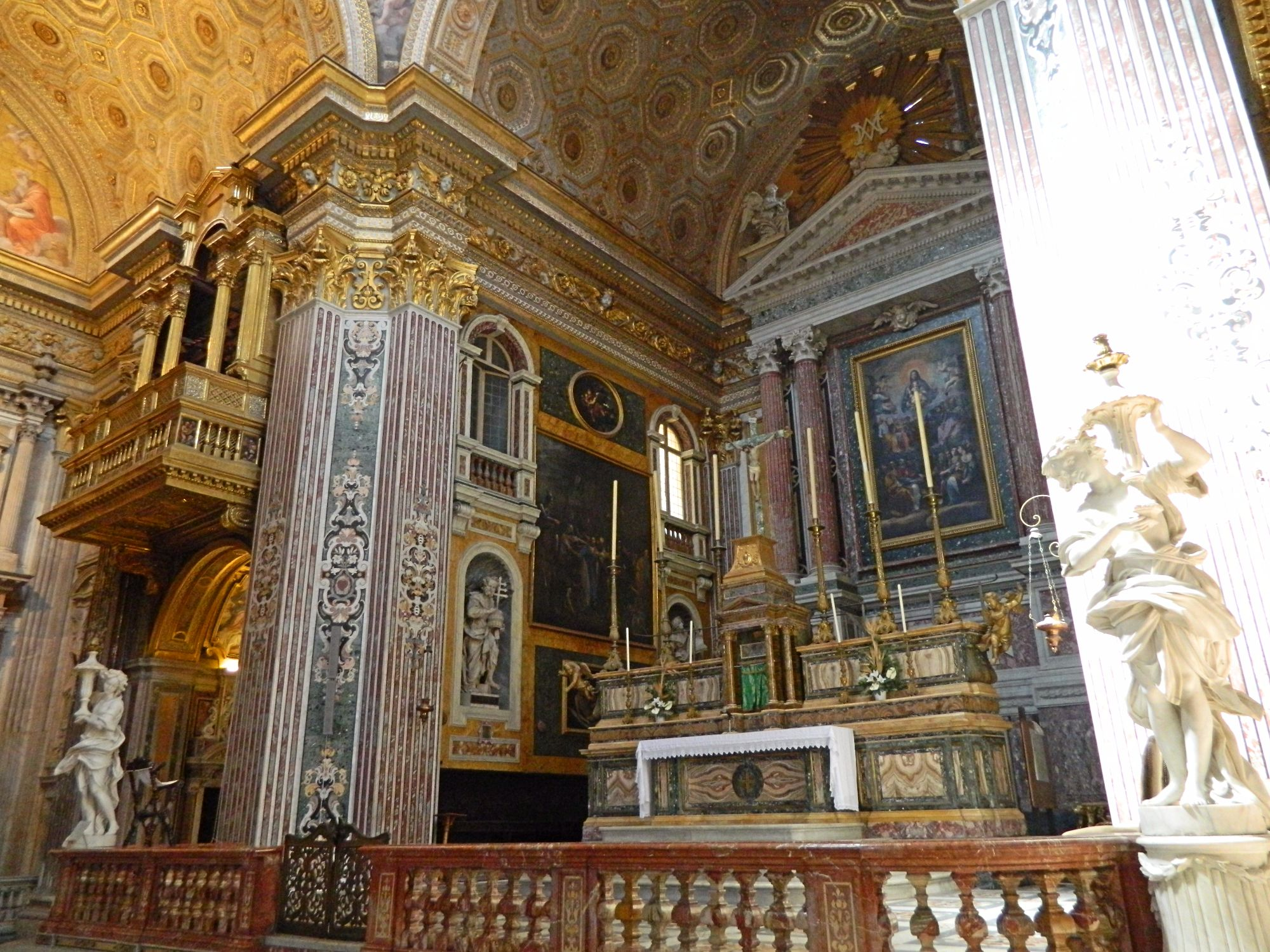
Angeli reggifiaccola della Chiesa dei Girolamini

Al 1760 risalgono i lavori relativi all'altare maggiore della Chiesa della Nunziatella, oggi annessa alla Scuola Militare omonima. Si tratta, in realtà, di lavori già pensati nel 1742 consistenti in un paliotto, due coppie di putti reggifiaccola come capialtare e teste di cherubini per il ciborio.

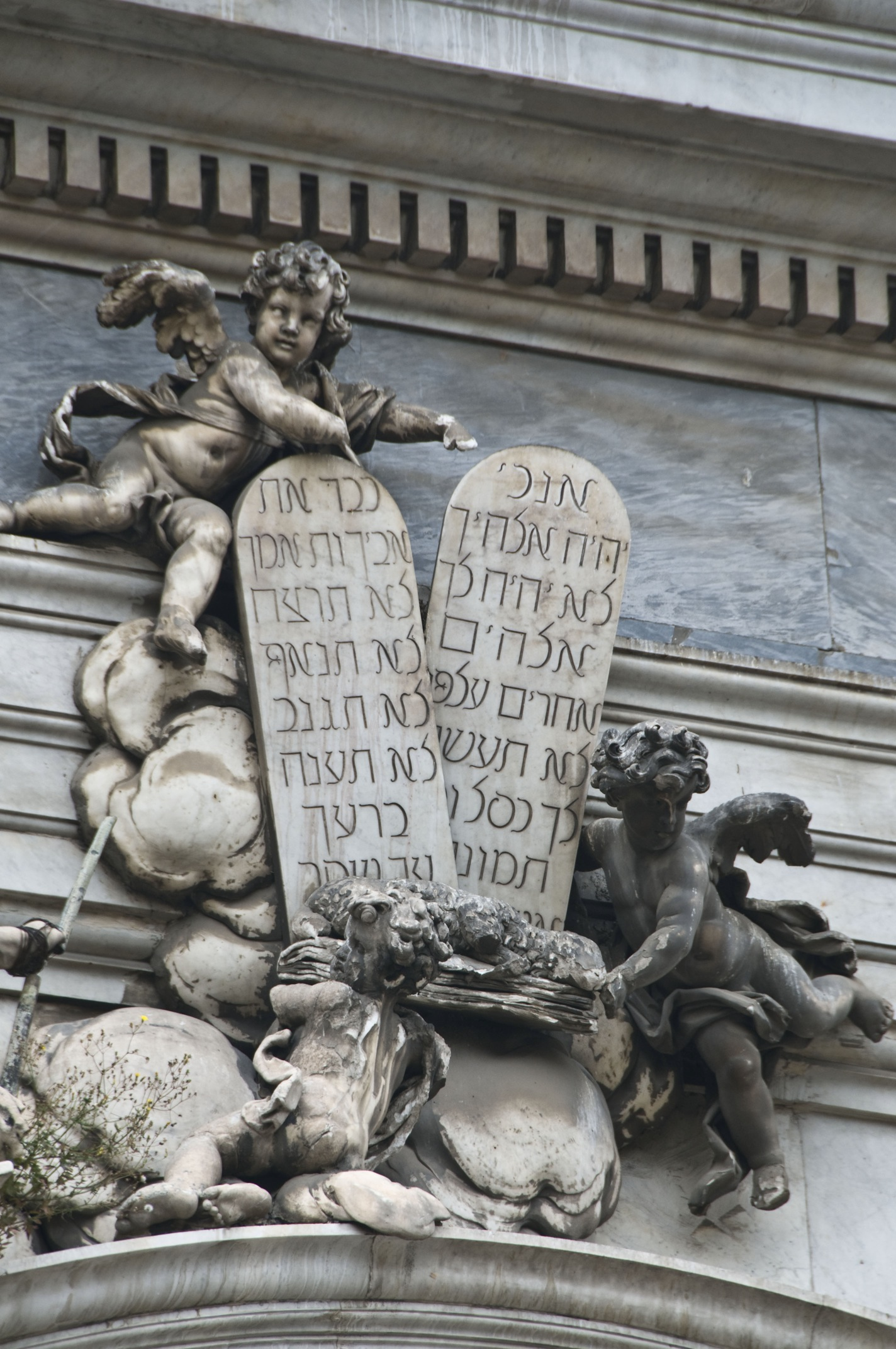
Le Tavole dei dieci comandamenti in lingua ebraica

Nel 1757, ormai assurto a notorietà, viene chiamato da Giustino Nervini, rettore della Certosa di San Martino, per la decorazione delle due cappelle dell'Assunta e di San Martino con la commissione di: "quattro statue di tutto rilievo e panneggiate a tutta proprietà" e sedici puttini raggruppati a due a due da collocare al di sopra delle porte "reali o finte". Quanto alle quattro statue, dapprima queste dovevano rappresentare l'Amor di Dio e il Premio (per la Cappella dell'Assunta), e la Costanza e la Carità (per quella di San Martino); successivamente l'Amor di Dio e la Costanza vennero sostituite, rispettivamente, con la Verginità e la Fortezza.
Nello stesso 1757, unitamente ad altri 13 scultori, partecipò a un concorso, indetto da Luigi Vanvitelli "regio architetto" di Corte, per la realizzazione della statua equestre di re Carlo, ma il suo lavoro, come quello di altri, venne stroncato dall'architetto, noto per il suo carattere molto forte e difficile da gestire. A proposito della gara per la statua equestre, il Vanvitelli, in una sua lettera al fratello Urbano, giudicò positivamente solo la figura del re modellata dal Queirolo e il cavallo del bozzetto presentato da Joseph Canart, ritenendo "cattivi" i modelli di Agostino Cornacchini e, più in generale, e senza nominarne alcuno in particolare, dei "napoletani" tra cui Francesco Celebrano e, appunto, il Sanmartino. La scelta del Vanvitelli, tuttavia, non convinse il re e la statua non si fece. Dopo ulteriori alterne vicende, durante le quali la statua equestre non venne realizzata nonostante molteplici tentativi nel senso, nel 1760 l'incarico venne assegnato al Queirolo e, alla morte di costui nel 1762, a Tommaso Solari.A valutare il bozzetto del Solari venne chiamata una commissione, composta da Corrado Giaquinto, Giuseppe Bonito, Francesco De Mura e dallo stesso Sanmartino, che propose alcuni emendamenti; anche in questo caso l'indecisione perdurante non fece realizzare la statua finché, nel 1766, su insistenza dell'allora Ministro delle Finanze, Giovan Battista Albertini, II principe di Sanseverino e Cimitile, venne incaricato Giuseppe Sanmartino. Anche in questo caso, tuttavia, la statua non venne eseguita per varie vicende politiche.
Nel 1763, intanto, dovendo dare attuazione alla realizzazione del Foro Carolino (l'attuale Piazza Dante a Napoli) per il quale aveva ricevuto incarico nel 1758, Vanvitelli aveva previsto fossero realizzate ventisei statue delle Virtù di re Carlo III. Dodici di queste vennero commissionate, nel febbraio 1763, al Conte Antonio del Medico, già fornitore di marmi del Sanmartino e proprietario di cave a Carrara e di magazzini "ricchissimi di busti e statue" alle c.d. Fosse del Grano, ove oggi sorge la Galleria Principe di Napoli. Le restanti quattordici, nel giugno dello stesso anno, vennero commissionate, tra gli altri al Sanmartino che le realizzò in diciotto mesi.
Nonostante il rapporto apparentemente conflittuale tra il Sanmartino e il Vanvitelli, quest'ultimo mostrerà verso il primo una notevole considerazione (peraltro già trapelata dalla mancanza di aperte critiche nei suoi confronti, non risparmiate invece ad altri scultori, nelle lettere scambiate con il fratello Urbano), con la sua nomina quale perito in varie occasioni e la sua proposta di nomina a membro dell'Accademia di Belle Arti.
Nello stesso 1763 il Sanmartino lasciò l'abitazione "dirimpetto alla Porta piccola di San Giuseppe" e si trasferì in una casa proprietà di Francesco Cereo in strada Costigliola de' Carafa, nei pressi di Largo di Mercatello e delle Fosse del Grano, ove si trovavano i suoi principali fornitori di marmo, e qui ampliò la propria bottega accogliendo allievi tra cui Salvatore Di Franco, i fratelli Angelo e Giacomo Viva e Giuseppe Gori, quest'ultimo particolarmente attivo nella realizzazione di pastori presepiali.
Alla morte di Luigi nel 1773 gli subentrò, quale architetto regio, il figlio Carlo Vanvitelli che superò l'ormai consolidato orientamento di scegliere artisti "stranieri" in luogo di quelli locali a tal punto che il Sanmartino risultò conteso dalle principali famiglie napoletane; molte furono, inoltre, le commesse che gli pervennero dalla Corte borbonica per la quale realizzò anche molteplici lavori in stucco, oggi non ancora identificati, nell'appartamento della regina del Palazzo reale di Napoli. Sempre a lui venne affidato inoltre, nel 1787, il restauro del Gigante di Palazzo.
Tra le sue opere napoletane si ricordano inoltre le figure dei Santi Pietro e Paolo e di Mosè ed Aronne (1792) sulla facciata della chiesa dei Girolamini, i due Angeli reggi fiaccola (1787) all'interno della stessa chiesa, gli stucchi nell'androne del palazzo di Sangro, le figure allegoriche in stucco presso i pilastri della crociera dell'Annunziata (intorno al 1780-81) e il gruppo di Tobia e l'angelo nella cappella del Tesoro di san Gennaro.

### Dopo laCappella Sansevero: Puglia
Se cospicua fu la produzione sanmartiniana a Napoli ad acquisita notorietà nella Capitale del regno, non da meno lo fu in Puglia. Si ritiene che motivo principale di tale predilezione sia da individuarsi, intanto, nel fatto che le province pugliesi erano, nel panorama del Regno, le più ricche; a ciò si aggiunga che, durante il periodo di maggiore attività del Sanmartino, proprio dalla Puglia proveniva gran parte dell'entourage dell'amministrazione del regno: tralasciando Raimondo di Sangro, si considerino l'arcivescovo Giuseppe Capecelatro, cappellano del tesoro di San Gennaro, o l'economista Giuseppe Palmieri o, ancora, l'arcivescovo Celestino Galiani e suo nipote Ferdinando Galiani, a sua volta economista, il giurista Niccolò Fraggianni. Ulteriore motivo di attrazione è da individuarsi nella presenza, in terra di Puglia, di molti alti prelati napoletani.
L'opera del Sanmartino si esprime perciò in molteplici sculture tra cui otto statue di grandi dimensioni per la cattedrale di Taranto nel c.d. Cappellone di San Cataldo: San Francesco d'Assisi, San Filippo Neri, San Domenico, Santa Teresa d'Avila, San Francesco di Paola, Santa Irene, San Giovanni Gualberto, San Giuseppe. Eseguite nel 1773 su commissione del vescovo monsignor Mastrilli, le statue del Cappellone di San Cataldo costituiscono la maggiore concentrazione di statue del Sanmartino così da poterlo considerare l'insieme più famoso, importante e completo dello scultore napoletano.
Ancora in terra di Puglia il Sanmartino opera nella Cattedrale di Monopoli, Cappella della Madia, ove realizza il San Michele Arcangelo; nel 1767, a Foggia, realizza, sulla falsariga delle stesse opere dell'altare della Nunziatella di Napoli, due angeli reggifiaccola e vari cherubini per l'altare maggiore.

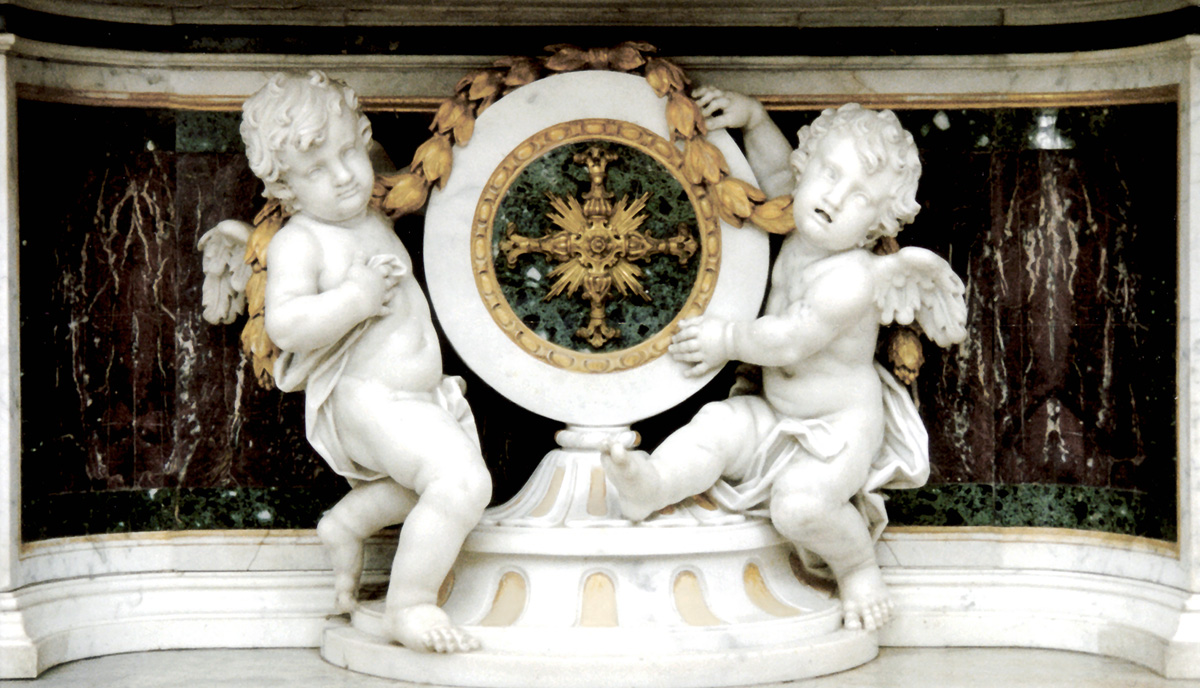
il paliotto dell'altare maggiore della Chiesa di San Lorenzo a San Severo

Nel 1769 il Sanmartino è a Martina Franca, nella chiesa di San Martino, ove, su commissione di Don Francesco Saverio Stabile, il fratello Gennaro progetta, quale architetto, l'altare maggiore. Per tale altare il Sanmartino scolpisce La Carità e L'Abbondanza, nonché il paliotto dell'altare del Cristo alla Colonna. A Manduria, nella Collegiata della Ss.Trinità, è autore del disegno della statua lignea di San Gregorio Magno (1786), realizzata dai fratelli Michele e Gennaro Trillocco.
Nel 1793 viene commissionata all'artista la scultura del paliotto e di due putti capialtare presso la Chiesa di San Lorenzo delle Benedettine, a San Severo, su progetto del fratello Gennaro. Alcuni mesi dopo la commessa, però, il Sanmartino si ammala e il 12 dicembre di quello stesso anno muore. Gli subentreranno il fratello Gennaro e alcuni allievi della sua scuola napoletana; mentre il paliotto è quasi certamente opera dello scultore, forse alla sua bottega sono ascrivibili i due angeli capialtare.

### La produzione presepiale
Nel contesto napoletano che vedeva anche nel presepe la possibilità di estrinsecare la propria vena artistica, il Sanmartino appartiene alla vasta categoria di grandi scultori che non hanno disdegnato di produrre, a fronte dei soggetti più elevati costituiti da ritratti scultorei in grande, generalmente su commissione, statuaria minuta di popolani e contadini che consentiva, peraltro, di svincolarsi da intenti celebrativi o di circostanza, potendo dare libero sfogo alla propria immaginazione. Si hanno così committenze pastorali della casa regnante di Borbone al Bottigliero, già maestro del Sanmartino, a Francesco Celebrano o allo stesso Sanmartino e alla sua scuola; famosi sono i pastori anche di suoi allievi quali i fratelli Angelo e Giacomo Viva, nonché di un loro probabile parente, giacché il cognome è lo stesso, Francesco che, cosa rara, era solito firmare i propri pezzi incidendo il proprio nome nella creta dietro la testa aggiungendo talvolta il titolo di architetto.
Un posto di rilievo della produzione presepiale sanmartiniana occupa il gruppo della Natività a lui assegnata e oggi al Bayerisches Nationalmuseum di Monaco.
Giuseppe Sanmartino morì a Napoli, nella casa di strada Costigliola de' Carafa, il 12 dicembre 1793, all'età di settantatré anni. Suo desiderio fu quello di essere sepolto nella vicina Chiesa della Concezione de' Cappuccini, o Sant'Efremo Nuovo, ubicata in strada della Salute.

### Annotazioni
1. ↑  Esiste diatriba se il maestro del Sanmartino sia stato Matteo (secondo F. Granata (1766), Breve nota di quel che si vede in Casa del Principe di Sansevero D. Raimondo di Sangro in Napoli) o Felice (secondo P. Signorelli (1811), Vicende della Coltura delle Due Sicilie - vol. VII). Viene tuttavia fatto notare che Felice è molto più verosimilmente il figlio e non il fratello di Matteo Bottigliero, presso la cui bottega a sua volta avrebbe fatto il suo apprendistato insieme al Sanmartino. Felice risulta patentato nel 1756 e, coetaneo del Sanmartino, è ancora attivo nel 1778 quando firma, con Ferdinando Fuga, una relazione sulla ricostruzione della cupola della Chiesa del Gesù Nuovo di Napoli. Viene infatti fatto notare che mentre il secondo è architetto e ingegnere, il primo, Matteo, è scultore e, pertanto, più logico sarebbe assegnare il Sanmartino come allievo di costui.
2. ↑  Tale attribuzione si deve al fatto che la bottega del Di Lucca era specializzata in tali ornamenti d'altare normalmente realizzati dal Sanmartino a meno che il committente non richiedesse altrimenti.
3. ↑  Per il San Michele Arcangelo, esiste diatriba di attribuzione per lo stile più aderente a quello di Matteo Bottigliero, maestro del Sanmartino. Il fatto, tuttavia, che avesse da poco lasciato quella scuola, fa propendere per una maturità artistica ancora non raggiunta, che ancora si rifà agli stili del maestro.
4. ↑  In una lettera all'abate e fisico Jean Antoine Nollet il Sansevero decanta le capacità del Sanmartino:un Jeune Homme Napolitain, qui promet de rendre son nome célebre dans l'art de la sculpture (trad: "un giovane uomo napoletano, che promette di rendere il suo nome celebre nell'arte della scultura").
5. ↑  L'età dello scultore, trentatré anni, deve essere considerata abbastanza avanzata se non anagraficamente, sotto il profilo dell'affermazione personale. Resta il fatto che solo dopo la realizzazione del Cristo velato, e quindi dopo il 1753, si comincerà a parlare di lui, come dello "scultore di Sansevero". A riprova ulteriore del fatto che il Sanmartino era ancora pressoché sconosciuto, si consideri che alla morte del Corradini il suo posto, quale responsabile dei lavori presso la Cappella, sarà assegnato dal Principe di Sansevero a Francesco Queirolo.
6. ↑  Per convincenti riferimenti stilistici, si ritiene che un bozzetto del Cristo velato, oggi al Museo Nazionale di San Martino, sia da accreditarsi al Corradini; tuttavia tale assegnazione, per una passionalità generale che traspare dal bozzetto stesso e che viene ritenuta normalmente estranea allo scultore veneto, più attento a esigenze decorative e illusionistiche, non è accettata appieno dal mondo della critica che ugualmente lo vuole di mano del Sanmartino.
7. ↑  Opera per la quale ricevette un compenso di 500 ducati, cifra di certo irrisoria se si considera che anni dopo, per la realizzazione di alcune statue delle Virtù di Carlo III per l'abbellimento del Foro Carolino, otterrà circa 200 ducati per ognuna.
8. ↑  L'idea originaria di posizionare il Cristo velato nella Cavea sotterranea della Cappella, già allora raggiungibile attraverso un'angusta scala, potrebbe aver suggerito la lavorazione in due blocchi distinti.
9. ↑  In realtà, anche in questo caso l'attribuzione al Sanmartino quale autore della scultura è dubbia; in una sua lettera all'abate Nollet, il Principe di Sansevero riferisce che l'opera è stata assegnata ad "uno dei suoi scultori". Il bozzetto o il disegno tuttavia, che evidenzia una struttura presepiale specie nella figura del cieco, viene normalmente attribuito al Sanmartino.
10. ↑  "Dichiarazione di fede di verità" di Giuseppe Bonito dell'11 gennaio 1759, con cui si asseriva che "anni addietro" lo scultore aveva realizzato il modello e dichiarazione dello stesso tipo del Sanmartino, in pari data, con cui riferisce che "un anno e mezzo addietro" aveva eseguito l'opera. Il modello si trova oggi al Metropolitan Museum di New York ove è indicato come "J'm (sic) no angel: a terracotta model of Saint Vincent Ferrer by Giuseppe Sanmartino". Così riportato in "Metropolitan Museum Journal", 2002, vol. 37.
11. ↑  Le cosiddette "Fame alate", così indicate nella lunga vicenda giudiziaria ad esse connessa.
12. ↑  Le opere erano state fortemente criticate da Luigi Vanvitelli che definiva il Corsini (8 novembre 1753) "scultoraccio bolognese" e "l'infelice bolognese che ... fa cose da chiodi a Portici". Per tale motivo il pagamento veniva continuamente ritardato e lo scultore aveva adito le vie legali nominando il Sanmartino proprio perito. Il pagamento delle opere, realizzate nel 1756 e dopo alterne vicende giudiziarie, avvenne nel 1758, ma al Corsini vennero sospesi altri lavori tra cui due puttini e due angeli per l'altare della Cappella regia. A onore del Vanvitelli, questi rivalutò, e anzi elogiò, l'opera del Corsini nel 1768 per due statue della "Previdenza" e della "Giustizia" da posizionare sullo scalone della reggia di Portici.
13. ↑  In questo periodo lo scultore si approvvigiona di marmi di Carrara da Giacomo Chiappari, Antonio Baratta e dal Conte del Medico, commercianti di marmi con magazzini nella zona dell'attuale Via Pessina.
14. ↑  L'altare era stato realizzato nel 1732 da Giuseppe Bastelli su disegno di Carlo Schisano.
15. ↑  Il 13 agosto 1760 il Procuratore del Noviziato della Compagnia di Gesù, salda a Giuseppe Sanmartino la somma di trecentocinquanta ducati per "quattro puttini in due gruppi ne' capialtare, altri due davanti al paliotto e di tutte le teste de' cherubini attorno alla custodia".
16. ↑  È noto che il Vanvitelli esigesse dagli artisti che lavoravano per lui la rigorosa e attenta esecuzione dei suoi disegni, dei bozzetti e dei modelli. La scultura, in generale, era secondo l'architetto solo il corollario ai pensieri architettonici cui deve assolutamente sottostare.
17. ↑  Francesco Celebrano aveva largamente prodotto proprie opere per la Cappella Sansevero; a lui sono infatti ascrivibili il Monumento a Cecco de' Sangro; la Deposizione dell'Altare maggiore; il Dominio di se Stessi; il Monumento a Giovan Francesco de' Sangro, quinto Principe di Sansevero, e il pavimento originale, in tarsie marmoree, della Cappella.
18. ↑  La statua equestre verrà successivamente realizzata, da Antonio Canova, in Largo di Palazzo, oggi Piazza del Plebiscito.
19. ↑  In origine il progetto prevedeva un edificio emiciclo su tre piani, ma per le proteste delle monache di San Sebastiano, che vedevano così compromessa la propria visuale, l'architetto per ordine del re si limitò a due.
20. ↑  Se si esclude la generica critica rivolta ai "napoletani" nel caso della statua equestre.
21. ↑  Dalla Gazzetta Universale del 25 febbraio 1775: "Per la particolare devozione che la Maestà Sua porta a S. Francesco di Paola, ha ordinato che si faccia un bambino d'argento della grandezza del neonato Regio Principe...per rilevarne l'effige è stato chiamato il primo scultore di questa Capitale Don Giuseppe Sanmartino, il quale ha egregiamente adempita la sua commissione".
22. ↑  Si trattava di una statua colossale, forse un busto di Giove, originariamente priva di gambe e braccia, rinvenuta in scavi archeologici nell'area di Cuma. Nel 1688, in occasione dell'inaugurazione di una nuova darsena del porto di Napoli voluta dal viceré Antonio d'Aragona, venne collocata alla sommità della strada che collegava il porto con Largo di Palazzo, l'attuale Piazza del Plebiscito, e perciò stesso denominata "Gigante di Palazzo" così come "salita del Gigante" divenne la strada sopra detta e "fontana del Gigante" quella che è, oggi, a poca distanza da Castel dell'Ovo. Restaurata già in epoca vicereale, la statua venne dotata di gambe e braccia mentre nelle mani vennero posti gli stemmi del viceré e della città di Napoli. Il "Gigante" divenne ben presto "parlante" ospitando testi satirici specialmente contro il potere costituito; re Giuseppe Bonaparte fece rimuovere la statua e la fece ospitare nel Museo archeologico nazionale di Napoli, nei cui giardini è ancora oggi visibile, privata delle superfetazioni di restauro, con l'indicazione "Giove da Cuma". Si vuole che tale trasferimento derivasse dall'ultimo testo satirico apparso sulla statua, che faceva riferimento proprio a lui: "lascio la testa al consiglio di stato, le braccia ai ministri, lo stomaco ai ciambellani, le gambe ai generali e tutto il resto a re Giuseppe".
23. ↑  I due angeli vennero trasferiti al Museo nazionale di Capodimonte nel 1979 per una mostra sul Settecento napoletano e vennero ricollocati nella loro sede originaria solo nel 2013 grazie all'impegno dell'allora rettore del complesso Umberto Bile.
24. ↑  Il Sanmartino sarà particolarmente legato a tale statua tanto da realizzarne una copia simile, salvo lievi modifiche, per la propria tomba nella Chiesa di Sant'Efremo Nuovo a Napoli. Dopo l'incendio che distrusse la chiesa nel 1840 la statua fu trasferita al Museo di San Martino ove è ancora oggi possibile ammirarla.
25. ↑  Un bozzetto in terracotta di tale statua si trova oggi a Vienna, presso il Kunsthistorisches Museum.
26. ↑  Un bozzetto in terracotta di tale statua si trova oggi a Napoli, presso il Museo Nazionale di San Martino.
27. ↑  L'attribuzione dell'opera al Sanmartino è stata confermata dal ritrovamento dell'atto di affidamento dell'opera all'artista, da parte dell'arcivescovo Capecelatro, in cui si sottolineava, anzi, che essa era assegnata al più celebre scultore di marmi in oggi sia detto Signor Sanmartino molto rinomato per le sue opere statuarie.
28. ↑  L'angelo di destra, guardando, reca la firma Joseph S.Martino Sculp. Neap. Fecit A.D. 1767.
29. ↑  Polizza del Banco di Santa Maria del Popolo, giornale m. 2027, 11 settembre 1773, fol. 100, per la commissione a Gennaro Sanmartino quale architetto; polizza dello stesso Banco, giornale m. 1950, 26 gennaio 1771, foll. 81-82, per le sculture di Giuseppe Sanmartino: a Don Giuseppe Sanmartino, scultore o sia statuario di marmo, a conto di ducati 900 prezzo convenuto e stabilito col medesimo...secondo il disegno e modello, a tal effetto formato dall'architetto Gennaro Sanmartino, per situarsi nella chiesa collegiata della città di Martina.
30. ↑  Che anche il Sanmartino producesse pastori presepiali appare confermato da una fede di pagamento dell'Archivio del Banco di Napoli, risalente al 1776, con la quale vengono pagati venti ducati a tale Palumbo per una certa quantità di creta nonché per la cottura, portatura alla fornace e riportatura alla sua stanza di ventidue mezzi busti. Il basso prezzo, comprensivo peraltro anche della materia prima, ha fatto propendere per l'individuazione dei manufatti proprio per mezzi busti di piccolissime dimensioni.
31. ↑  La chiesa venne distrutta da un incendio nel 1840; unica opera che se ne salvò fu il San Francesco d'Assisi scolpito dal Sanmartino per la sua tomba, oggi al Museo nazionale di San Martino.